# Catalogo dei dipinti della Pinacoteca capitolina
Segue l'elenco completo dei dipinti della Pinacoteca Capitolina.

## Elenco
| Immagine | Titolo                                                                                         | Autore                                                 | Data                          | Dimensioni       | Tecnica e supporto               | Numero d'inventario    | Note |
| -------- | ---------------------------------------------------------------------------------------------- | ------------------------------------------------------ | ----------------------------- | ---------------- | -------------------------------- | ---------------------- | --- |
|          | San Bartolomeo                                                                                 | Bartolomeo Bulgarini                                   | XVI-XV secolo                 | 75×42 cm         | tempora su tavola                | PC 345                 | |
|          | Santa Maria Maddalena                                                                          | Bartolomeo Bulgarini                                   | XVI-XV secolo                 | 73×41 cm         | tempora su tavola                | PC 346                 | |
|          | Ascensione                                                                                     | Barnaba da Modena                                      | 1350-1400                     | 59×46 cm         | tempora su tavola                | PC 347                 | dalla collezione Sterbini (acquisto, 1936) |
|          | Annunciazione                                                                                  | Maestro di Campli                                      | 1376                          | 59×53 cm         | tempora su tavola                | PC 358                 | |
|          | Natività                                                                                       | Maestro di Campli                                      | 1376                          | 53×52 cm         | tempora su tavola                | PC 356                 | |
|          | Presentazione al tempio                                                                        | Maestro di Campli                                      | 1376                          | 59×53 cm         | tempora su tavola                | PC 354                 | |
|          | Strage degli innoventi                                                                         | Maestro di Campli                                      | 1376                          | 53×53 cm         | tempora su tavola                | PC 355                 | |
|          | Fuga in Egitto                                                                                 | Maestro di Campli                                      | 1376                          | 50×53 cm         | tempora su tavola                | PC 357                 | |
|          | San Bartolomeo                                                                                 | Maestro della Dormitio di Terni                        |                               | 62×37 cm         | tempora su tavola                | PC 353                 | |
|          | Trinità con tre membri della famiglia Datini                                                   | Niccolò di Pietro Gerini                               | 1400-1410                     | 217×89 cm        | tempora su tavola                | PC 102                 | |
|          | Battesimo di Cristo                                                                            | Bicci di Lorenzo                                       |                               | 19,6×37 cm       | tempora su tavola                | PC 351                 | |
|          | Stimmate di san Francesco                                                                      | Bicci di Lorenzo                                       |                               | 17,5×36 cm       | tempora su tavola                | PC 352                 | |
|          | Incoronazione della Vergine e angeli                                                           | Ventura del Moro                                       | 1425-1450                     | 56×40 cm         | tempora su tavola                | PC 349                 | |
|          | San Biagio                                                                                     | Neri di Bicci                                          |                               | 62,5 cm diametro | tempora su tavola                | PC 348                 | |
|          | Madonna in trono con i santi Giovanni Battista, Antonio abate, Caterina da Siena e Dorotea (?) | Ignoto pittore marchigiano                             | 1400-1420                     | 42×68 cm         | tempora su tavola                | PC 350                 | |
|          | Sacra Conversazione                                                                            | Macrino d'Alba                                         | 1495 ca.                      | 148×138 cm       | tempera e olio su tavola         | PC 104                 | dalla collezione Carlo Fea (acquisto 1825) |
|          | Ritratto di Cassiano dal Pozzo senior                                                          | Bernardino Lanino                                      |                               | 104×74,5 cm      | olio su tavola                   | PC 252                 | |
|          | Madonna con il Bambino                                                                         | Luca Cambiaso                                          |                               | 91,5×75 cm       | olio su tela                     | PC 59                  | |
|          | San Giovanni Battista                                                                          | Daniele da Volterra (attribuito a)                     |                               | 176×107 cm       | olio su tela                     | PC 360                 | |
|          | Madonna con il Bambino in trono e santi                                                        | Agostino Marti                                         | 1513                          | 204×204 cm       | olio su tavola                   | PC 21                  | |
|          | Maddalena con il vaso degli unguenti                                                           | Domenico Puligo                                        |                               | 58×40,5 cm       | olio su tavola                   | PC 180                 | |
|          | Madonna con il Bambino e angeli                                                                | Giovanni Antonio Sogliani                              |                               | 86 cm diametro   | olio su tavola                   | PC 100                 | dalla collezione Sacchetti (acquisto, 1748) |
|          | Transito e Assunzione della Vergine                                                            | Cola dell'Amatrice                                     | 1515-1516                     | 259×196,5 cm     | olio su tavola                   | PC 97                  | |
|          | Sacra Famiglia                                                                                 | Dosso Dossi                                            | 1527-1528                     | 236×171 cm       | olio su tela                     | PC 1                   | dalla collezione Pio (acquisto, 1750) |
|          | Madonna con il Bambino, i santi Battista, Girolamo, Paolo e una donatrice                      | Dosso Dossi o Sebastiano Filippi                       |                               | 81×99 cm         | olio su tela                     | PC 37                  | |
|          | Salita al Calvario                                                                             | Camillo Filippi (attribuito a)                         | XVI secolo                    | 32×23 cm         | olio su tavola                   | PC 27                  | |
|          | Cristo tra i dottori                                                                           | Camillo Filippi (attribuito a)                         |                               | 47×33 cm         | olio su tavola                   | PC 297                 | |
|          | Vergine adorante il Bambino                                                                    | Bottega dei Filippi (?)                                | seconda metà del XVI secolo   | 55×36 cm         | olio su tavola                   | PC 249                 | |
|          | Sacra Conversazione/Presentazione al tempio                                                    | Benvenuto Tisi da Garofalo                             | 1528-1530                     | 64×82 cm         | olio su tavola                   | PC 2                   | dalla collezione Sacchetti (acquisto, 1748); dipinto fronte/retro |
|          | Annunciazione                                                                                  | Benvenuto Tisi da Garofalo                             | 1528                          | 103×132 cm       | olio su tela                     | PC 5                   | dalla collezione Pio (acquisto, 1750) |
|          | Adorazione dei pastori                                                                         | Benvenuto Tisi da Garofalo                             |                               | 41,5×55 cm       | olio su tavola                   | PC 7                   | dalla collezione Sacchetti (acquisto, 1748) |
|          | Madonna con il Bambino in gloria e i santi Francesco d'Assisi e Antonio di Padova              | Benvenuto Tisi da Garofalo                             | 1530                          | 120×80 cm        | olio su tavola                   | PC 18                  | dalla collezione Pio (acquisto, 1750) |
|          | Madonna con il Bambino                                                                         | Benvenuto Tisi da Garofalo                             | 1512 ca.                      | 47,5×37,5 cm     | olio su tavola                   | PC 23                  | dalla collezione Pio (acquisto, 1750) |
|          | Madonna in gloria e santi                                                                      | Benvenuto Tisi da Garofalo (?)                         |                               | 61×40 cm         | olio su tavola                   | PC 192                 | |
|          | Santa Lucia                                                                                    | Benvenuto Tisi da Garofalo                             | 1535-1540                     | 63×44 cm         | olio su tavola                   | PC 174                 | dalla collezione Pio (acquisto, 1750) |
|          | Cristo e l'adultera                                                                            | Benvenuto Tisi da Garofalo                             |                               | 194×240 cm       | olio su tela                     | PC 229                 | |
|          | Sacra Famiglia con san Girolamo                                                                | Benvenuto Tisi da Garofalo                             |                               | 45×60 cm         | olio su tavola                   | PC 4                   | dalla collezione Pio (acquisto, 1750) |
|          | Adorazione dei magi                                                                            | Benvenuto Tisi da Garofalo e bottega                   |                               | 61×71 cm         | olio su tavola                   | PC 9                   | dalla collezione Pio (acquisto, 1750) |
|          | Incoronazione di santa Caterina                                                                | Benvenuto Tisi da Garofalo e bottega                   | prima metà del XVI secolo     | 48×57 cm         | olio su tavola                   | PC 6                   | dalla collezione Pio (acquisto, 1750) |
|          | Matrimonio mistico di santa Caterina                                                           | Benvenuto Tisi da Garofalo (bottega di)                | prima metà del XVI secolo     | 55×45 cm         | olio su tavola                   | PC 191                 | |
|          | Madonna con il Bambino e san Giovannino                                                        | Benvenuto Tisi da Garofalo (bottega di)                | prima metà del XVI secolo     | 28×23 cm         | olio su tavola                   | PC 197                 | |
|          | Immacolata Concezione e santi                                                                  | Benvenuto Tisi da Garofalo (bottega di)                | prima metà del XVI secolo     | 60×82 cm         | olio su tavola                   | PC 208                 | |
|          | San Sebastiano                                                                                 | Benvenuto Tisi da Garofalo (bottega di)                | 1510                          | 93×51 cm         | olio su tavola                   | PC 212                 | |
|          | Madonna con il Bambino e san Giovannino                                                        | Benvenuto Tisi da Garofalo (bottega di)                | prima metà del XVI secolo     | 33×42 cm         | olio su tavola                   | PC 10                  | dalla collezione Sacchetti (acquisto, 1748) |
|          | Figura allegorica                                                                              | Girolamo da Carpi                                      |                               | 103×44 cm        | olio su tavola                   | PC 30                  | |
|          | Figura allegorica                                                                              | Girolamo da Carpi                                      |                               | 103×44 cm        | olio su tavola                   | PC 106                 | |
|          | Ritratto virile                                                                                | Girolamo da Carpi                                      |                               | 95,5×76 cm       | olio su tela                     | PC 206                 | |
|          | Sposalizio della Vergine                                                                       | Maestro dei dodici Apostoli                            | 1535-1540                     | 50×34,5 cm       | olio su tavola                   | PC 15                  | dalla collezione Pio (acquisto, 1750) |
|          | Cristo tra i dottori                                                                           | Maestro dei dodici Apostoli                            | 1535-1540                     | 52×72,5 cm       | olio su tavola                   | PC 17                  | dalla collezione Pio (acquisto, 1750) |
|          | Natività                                                                                       | Ludovico Mazzolino                                     | 1522-1525                     | 39,5×34 cm       | olio su tavola                   | PC 13                  | dalla collezione Pio (acquisto, 1750) |
|          | Cristo tra i dottori                                                                           | Ludovico Mazzolino (bottega di)                        | 1500-1550                     | 47×31,5 cm       | olio su tavola                   | PC 19                  | |
|          | Madonna con il Bambino e i santi Giovanni Battista e Girolamo                                  | Niccolò Pisano                                         |                               | 58×42,5 cm       | olio su tavola                   | PC 251                 | |
|          | San Nicola di Bari                                                                             | Ortolano                                               |                               | 128×44,5 cm      | olio su tavola                   | PC 16                  | dalla collezione Pio (acquisto, 1750) |
|          | San Sebastiano                                                                                 | Ortolano                                               |                               | 128×44,5 cm      | olio su tavola                   | PC 20                  | dalla collezione Pio (acquisto, 1750) |
|          | Ritratto di giovinetta                                                                         | Domenico Panetti (attribuito a)                        | 1505-1510                     | 39×32 cm         | olio su tavola                   | PC 22                  | dalla collezione Pio (acquisto, 1750) |
|          | Natività                                                                                       | Ignoto pittore ferrarese (Girolamo da Carpi?)          |                               | 49,5×33,5 cm     | olio su tavola                   | PC 14                  | copia da Giulio Romano |
|          | Cacciata dei mercanti dal tempio                                                               | Ippolito Scarsella                                     |                               | 68×116 cm        | olio su tela                     | PC 28                  | |
|          | Adorazione dei magi                                                                            | Ippolito Scarsella                                     |                               | 68×55 cm         | olio su tela                     | PC 25                  | |
|          | Adorazione dei magi                                                                            | Ippolito Scarsella                                     |                               | 124×112,5 cm     | olio su tela                     | PC 26                  | dalla collezione Sacchetti (acquisto, 1748) |
|          | Caduta di san Paolo                                                                            | Ippolito Scarsella                                     | 1590-1595                     | 39×55 cm         | olio su tavola                   | PC 8                   | |
|          | Battesimo di Cristo                                                                            | Ippolito Scarsella                                     |                               | 57,4×36 cm       | olio su tavola                   | PC 11                  | dalla collezione Sacchetti (acquisto, 1748) |
|          | Fuga in Egitto                                                                                 | Ippolito Scarsella                                     |                               | 101×73 cm        | olio su tela                     | PC 24                  | dalla collezione Pio (acquisto, 1750) |
|          | Natività della Vergine                                                                         | Ippolito Scarsella e bottega                           |                               | 48,5×67 cm       | olio su tela                     | PC 185                 | |
|          | Ester e Assuero                                                                                | Giovanni Bonati                                        | 1650-1675                     | 105×192 cm       | olio su tela                     | PC 224                 | |
|          | Ripudio di Agar                                                                                | Giovanni Bonati                                        |                               | 105×195 cm       | olio su tela                     | PC 313                 | |
|          | Nathan e David                                                                                 | Giovanni Bonati                                        |                               | 105×180 cm       | olio su tela                     | PC 226                 | |
|          | Simeone e il bambino                                                                           | Giovanni Bonati                                        |                               | 110×90cm         | olio su tela                     | PC 209                 | |
|          | Madonna con il Bambino e santi                                                                 | Giovanni Bonati                                        | 1666-1667                     | 310×188 cm       | olio su tela                     | PC 250                 | copia da Paolo Veronese |
|          | Madonna con il Bambino                                                                         | Giovanni Bonati                                        | 1660-1669                     | 29,5×22 cm       | olio su tela                     | PC 195                 | |
|          | Buon samaritano                                                                                | Jacopo Bassano                                         | XVII secolo                   | 60×42 cm         | olio su tavola                   | PC 314                 | |
|          | Annuncio ai pastori                                                                            | Francesco Bassano                                      | XVII secolo                   | 134×185,5 cm     | olio su tela                     | PC 232                 | |
|          | Cristo in gloria                                                                               | Francesco o Leandro Bassano                            | ultimo quarto del XVI secolo  | 68×118 cm        | olio su tela                     | PC 29                  | |
|          | Adorazione dei magi                                                                            | Francesco Bassano                                      |                               | 127×165 cm       | olio su tela                     | PC 233                 | |
|          | Giudizio di Salomone                                                                           | Leandro Bassano                                        |                               | 41×54 cm         | olio su tela                     | PC 298                 | |
|          | Fucina di Vulcano                                                                              | Leandro Bassano                                        |                               | 185×295 cm       | olio su tela                     | PC 231                 | con l'ausilio di un collaboratore |
|          | Ritratto di giovane                                                                            | Giovanni Bellini                                       | 1500 ca.                      | 34×26,5 cm       | olio su tavola                   | PC 47                  | firmato sul parapetto |
|          | Ritratto virile                                                                                | Giovanni Buonconsiglio                                 |                               | 40×31,5 cm       | olio su tavola                   | PC 43                  | firmato |
|          | Madonna con il Bambino e i santi Pietro, Lucia e Caterina                                      | Pietro degli Ingannati                                 |                               | 98×126 cm        | olio su tela                     | PC 39                  | |
|          | Sacra famiglia con san Giovannino e donatrice                                                  | Polidoro da Lanciano                                   |                               | 50,5×72,5 cm     | olio su tela                     | PC 151                 | |
|          | Ritratto di balestriere (Mastro Battista di Rocca Contrada)                                    | Lorenzo Lotto                                          | 1551-1552                     | 95×72,5 cm       | olio su tela                     | PC 40                  | |
|          | Cristo e l'adultera                                                                            | Jacopo Palma il Vecchio                                | 1525-1528                     | 78,5×75 cm       | olio su tela                     | PC 42                  | |
|          | Tizio                                                                                          | Jacopo Palma il Giovane (attribuito a)                 |                               | 115×148 cm       | olio su tela                     | PC 294                 | |
|          | Ritratto di donna                                                                              | Giovanni Girolamo Savoldo                              | 1525 ca.                      | 92×123 cm        | olio su tela                     | PC 49                  | |
|          | Battesimo di Cristo                                                                            | Domenico Tintoretto                                    | 1585                          | 187,5×120 cm     | olio su tela                     | PC 35                  | |
|          | Flagellazione                                                                                  | Domenico Tintoretto                                    | 1590 ca.                      | 186×118,5 cm     | olio su tela                     | PC 36                  | |
|          | Coronazione di spine                                                                           | Domenico Tintoretto                                    | 1590 ca.                      | 186,5×117 cm     | olio su tela                     | PC 34                  | |
|          | Maddalena Penitente                                                                            | Domenico Tintoretto                                    | 1598 ca.                      | 114,5×92 cm      | olio su tela                     | PC 32                  | |
|          | Battesimo di Cristo                                                                            | Tiziano                                                | 1512 ca.                      | 116×91 cm        | olio su tavola                   | PC 41                  | dalla collezione Pio (acquisto, 1750) |
|          | Il buon governo                                                                                | Paolo Veronese                                         | 1551-1552                     | 105×64 cm        | olio su tela                     | PC 48                  | |
|          | La pace                                                                                        | Paolo Veronese                                         | 1551-1552                     | 105×64 cm        | olio su tela                     | PC 50                  | |
|          | Ratto d'Europa                                                                                 | Paolo Veronese                                         | 1580 ca.                      | 245×310 cm       | olio su tela                     | PC 45                  | replica con varianti della tela del palazzo Ducale di Venezia |
|          | Ascensione                                                                                     | Paolo Veronese                                         | 1585 ca.                      | 139×73 cm        | olio su tela                     | PC 84                  | |
|          | Vergine, sant'Anna e angeli                                                                    | Paolo Veronese (bottega di)                            |                               | 175×149 cm       | olio su tela                     | PC 33                  | |
|          | Maddalena                                                                                      | Paolo Veronese (bottega di)                            |                               | 135×119 cm       | olio su tela                     | PC 152                 | |
|          | Ritratto di Guido Casoni                                                                       | Ignoto pittore veneto                                  |                               | 52×40 cm         | olio su tavola                   | PC 287                 | |
|          | Nascita della Vergina                                                                          | Francesco Albani                                       |                               | 327×175 cm       | olio su tela                     | PC 132                 | |
|          | Madonna con il Bambino e angeli                                                                | Francesco Albani                                       | 1610-1615                     | 109×160 cm       | olio su lavagna                  | PC 175                 | |
|          | Madonna con il Bambino                                                                         | Francesco Albani                                       | 1630                          | 24×20 cm         | olio su lavagna                  | PC 77                  | |
|          | Maddalena penitente                                                                            | Francesco Albani                                       | prima metà del XVII secolo    | 89×68 cm         | olio su tela                     | PC 238                 | |
|          | Madonna con il Bambino                                                                         | Sisto Badalocchio                                      |                               | 29×21 cm         | olio su tela                     | PC 51                  | |
|          | Matrimonio mistico di santa Caterina                                                           | Denis Calvaert                                         | 1590                          | 94×70 cm         | olio su tela                     | PC 99                  | firmato e datato |
|          | San Francesco penitente                                                                        | Annibale Carracci                                      | 1585 ca.                      | 75×57 cm         | olio su tela                     | PC 61                  | dalla collezione Pio (acquisto, 1750), forse identificabile con quella che ancor precedentemente era nella collezione di Niccolò Maria Pallavicini                                                                                               |
|          | San Francesco penitente                                                                        | Annibale Carracci (bottega di)                         |                               | 63×71 cm         | olio su tela                     | PC 162                 | |
|          | Paesaggio con la Maddalena penitente                                                           | Annibale Carracci (scuola di)                          | 1610 ca.                      | 48×63 cm         | olio su tela                     | PC 95                  | |
|          | Comunione di san Gerolamo                                                                      | Annibale Carracci (copia da)                           | prima metà del XVII secolo    | 53×36,5 cm       | olio su rame                     | PC 155                 | |
|          | Visione di san Francesco                                                                       | Annibale Carracci (copia da)                           | prima metà del XVII secolo    | 37×31 cm         | olio su rame                     | PC 154                 | |
|          | San Girolamo                                                                                   | Annibale Carracci (copia da)                           | seconda metà del XVII secolo  | 81×63 cm         | olio su tela                     | PC 288                 | |
|          | Madonna con il Bambino e san Francesco                                                         | Antonio Carracci                                       | 1605                          | 21×17,5 cm       | olio su rame                     | PC 201                 | |
|          | San Francesco penitente                                                                        | Ludovico Carracci                                      |                               | 111×80 cm        | olio su tela                     | PC 148                 | |
|          | Ritratto di giovane                                                                            | Ludovico Carracci                                      |                               | 34,5×28,5 cm     | olio su tela                     | PC 159                 | |
|          | Sacra Famiglia con i santi Francesco e Caterina d'Alessandria                                  | Ludovico Carracci                                      |                               | 68×51 cm         | olio su tela                     | PC 98                  | |
|          | Allegoria della Provvidenza                                                                    | Ludovico Carracci                                      |                               | 51×37 cm         | olio su rame                     | PC 202                 | dalla collezione Sacchetti (acquisto, 1748) |
|          | Santa Cecilia                                                                                  | Ludovico Carracci                                      |                               | 46,5×49 cm       | olio su tela                     | PC 257                 | |
|          | Madonna con il Bambino                                                                         | Ludovico Carracci                                      |                               | 114 cm diametro  | olio su tela                     | PC 177                 | |
|          | Sibilla Cumana                                                                                 | Domenichino                                            | 1617 ca.                      | 138×103 cm       | olio su tela                     | PC 134                 | dalla Collezione Pio (acquisto 1750) |
|          | Santa Barbara                                                                                  | Domenichino (scuola di)                                |                               | 97×77,5 cm       | olio su tela                     | PC 289                 | |
|          | Matrimonio mistico di santa Caterina                                                           | Pietro Faccini                                         | 1595-1599                     | 101×84 cm        | olio su tela                     | PC 38                  | dalla collezione Sacchetti (acquisto, 1748) |
|          | Disputa di santa Caterina                                                                      | Prospero Fontana                                       | 1551                          | 58×31 cm         | olio su tavola                   | PC 101                 | dalla collezione Sacchetti (acquisto, 1748); bozzetto per la pala di Santa Maria del Barracano a Bologna |
|          | Presentazione al tempio                                                                        | Francesco Francia e Bartolomeo Passerotti              |                               | 243×257 cm       | olio su tavola                   | PC 12                  | dalla collezione Pio (acquisto, 1750) |
|          | Madonna con il Bambino e i santi Cecilia e Alberto                                             | Lorenzo Garbieri                                       | 1615                          | 32×24 cm         | olio su rame                     | PC 198                 | |
|          | Erminia tra i pastori                                                                          | Giovanni Lanfranco                                     | 1600-1640                     | 146×196 cm       | olio su tela                     | PC 248                 | dalla collezione Pio (acquisto, 1750) |
|          | Piscina probatica                                                                              | Lucio Massari                                          | 1605-1606                     | 39×51 m          | olio su rame                     | PC 96                  | |
|          | Doppio ritratto di musici                                                                      | Bartolomeo Passerotti                                  |                               | 73×59 cm         | olio su tela                     | PC 70                  | |
|          | Ritratto d'uomo                                                                                | Bartolomeo Passerotti                                  |                               | 55×46 cm         | olio su tela                     | PC 65                  | |
|          | Ritratto d'uomo con un cane                                                                    | Bartolomeo Passerotti                                  | 1585-1587                     | 57×46,5 cm       | olio su tela                     | PC 68                  | |
|          | Morte di Adone                                                                                 | Emilio Savonanzi                                       |                               | 146×185 cm       | olio su tela                     | PC 315                 | |
|          | Ulisse e Circe                                                                                 | Giovanni Andrea Sirani                                 | 1650-1655                     | 230×183 cm       | olio su tela                     | PC 228                 | |
|          | San Sebastiano                                                                                 | Alessandro Tiarini                                     |                               | 113 cm diametro  | olio su tela                     | PC 221                 | |
|          | Incoronazione della Vergine e Giovanni Battista                                                | Ignoto pittore emiliano                                | prima metà del XVII secolo    | 62×90 cm         | olio su tela                     | PC 88                  | |
|          | San Sebastiano                                                                                 | Ignoto pittore emiliano                                | metà del XVII secolo          | 130×96 cm        | olio su tela                     | PC 147                 | |
|          | Amorino (Genio della Pace)                                                                     | Ignoto pittore emiliano                                | prima metà del XVII secolo    | 68×84 cm         | olio su tela                     | PC 178                 | |
|          | Amorino                                                                                        | Ignoto pittore emiliano                                | metà del XVII secolo          | 99×74,5 cm       | olio su tela                     | PC 187                 | |
|          | Allegoria                                                                                      | Ignoto pittore emiliano                                | prima metà del XVII secolo    | 100×86 cm        | olio su tela                     | PC 176                 | |
|          | San Giovanni Battista                                                                          | Ignoto pittore fiammingo attivo a Parma                | seconda metà del XVI secolo   | 49,5×39,5 cm     | olio su rame                     | PC 31                  | |
|          | Sacra Famiglia                                                                                 | Guercino                                               | 1615-1616                     | 65×88 cm         | olio su tela                     | PC 105                 | |
|          | San Matteo e l'angelo                                                                          | Guercino                                               | 1622                          | 120×179 cm       | olio su tela                     | PC 55                  | |
|          | Seppellimento di santa Petronilla                                                              | Guercino                                               | 1623                          | 720×423 cm       | olio su tela                     | PC 140                 | Realizzata per la Basilica di San Pietro; trasferita al Palazzo del Quirinale, requisita dalle truppe napoleoniche e portata a Parigi, Louvre; riportata in Italia da Antonio Canova e collocata nei Musei Capitolini nel 1818; firmato e datato |
|          | Cleopatra davanti a Ottaviano                                                                  | Guercino                                               | 1630-1649                     | 280×250 cm       | olio su tela                     | PC 133                 | |
|          | Sibilla Persica                                                                                | Guercino                                               | 1647-1648                     | 117×96 cm        | olio su tela                     | PC 146                 | |
|          | San Giovanni Battista                                                                          | Guercino                                               | 1650-1655                     | 81×65 cm         | olio su tela                     | PC 56                  | dalla collezione Sacchetti (acquisto, 1748) |
|          | San Giovanni Battista                                                                          | Guercino                                               | 1645 ca.                      | 63×50 cm         | olio su tela                     | PC 286                 | |
|          | Maddalena penitente                                                                            | Guercino (bottega di)                                  |                               | 185×150 cm       | olio su tela                     | PC 216                 | copia parziale da un originale perduto |
|          | San Sebastiano                                                                                 | Guido Reni                                             | 1615                          | 128×98 cm        | olio su tela                     | PC 145                 | dalla collezione Pio (acquisto, 1750) |
|          | San Girolamo                                                                                   | Guido Reni                                             | 1633-1634                     | 63×53 cm         | olio su tela                     | PC 183                 | |
|          | Polifemo                                                                                       | Guido Reni                                             | 1639-1640                     | 52×63 cm         | olio su tela                     | PC 241                 | |
|          | Maddalena penitente                                                                            | Guido Reni                                             | 1635-1640                     | 77,5×59 cm       | olio su tela                     | PC 543                 | |
|          | Anima beata                                                                                    | Guido Reni                                             | 1640-1642                     | 252×153 cm       | olio su tela                     | PC 106                 | dalla collezione Sacchetti (acquisto, 1748) |
|          | Anima beata                                                                                    | Guido Reni                                             |                               | 57×45 cm         | olio su tela                     | PC 184                 | bozzetto della tela n. inv. PC 106 |
|          | Donna con vaso                                                                                 | Guido Reni                                             | 1640 ca.                      | 75×63 cm         | olio su tela                     | PC 182                 | |
|          | Lucrezia                                                                                       | Guido Reni                                             | 1640-1642                     | 91×73 cm         | olio su tela                     | PC 211                 | |
|          | Cleopatra                                                                                      | Guido Reni                                             | 1640-1642                     | 91×73 cm         | olio su tela                     | PC 217                 | |
|          | Fanciulla con corona                                                                           | Guido Reni                                             | 1640-1642                     | 91,5×73 cm       | olio su tela                     | PC 181                 | dalla collezione Sacchetti (acquisto, 1748) |
|          | Gesù fanciullo e san Giovannino                                                                | Guido Reni                                             | 1640-1642                     | 86,5×69 cm       | olio su tela                     | PC 188                 | |
|          | Ratto d'Europa                                                                                 | Giovanni Andrea Sirani (attribuito a)                  |                               | 54×65 cm         | olio su tela                     | PC 344                 | copia da Guido Reni |
|          | Giuditta                                                                                       | Carlo Maratta (attribuito a)                           | 1621-1630                     | 230×155 cm       | olio su tela                     | PC 128                 | dalla collezione Pio (acquisto, 1750); copia da Guido Reni |
|          | Ritratto di Guido Reni                                                                         | Ignoto pittore bolognese                               |                               | 52,5×41 cm       | olio su tela                     | PC 66                  | copia da Guido Reni? |
|          | Alessandro e la moglie di Dario                                                                | Francesco Allegrini                                    |                               | 99×137 cm        | olio su tela                     | PC 235                 | |
|          | Lavanda dei piedi                                                                              | Giovanni Baglione                                      |                               | 130×80 cm        | olio su tela                     | PC 210                 | |
|          | Madonna in gloria                                                                              | Giovanni Baglione                                      |                               | 135×100 cm       | olio su tela                     | PC 215                 | |
|          | Paesaggio con armenti                                                                          | Pietro Paolo Bonzi                                     | 1621 ca.                      | 47×64 cm         | olio su tela                     | PC 189                 | dalla collezione Sacchetti (acquisto, 1748) |
|          | Paesaggio con il martirio di san Sebastiano                                                    | Pietro Paolo Bonzi                                     |                               | 40×55 cm         | olio su tavola                   | PC 89                  | dalla collezione Sacchetti (acquisto, 1748) |
|          | Paesaggio con il riposo di Ercole                                                              | Pietro Paolo Bonzi                                     |                               | 48×43 cm         | olio su tela                     | PC 90                  | |
|          | Buona Ventura                                                                                  | Caravaggio                                             | 1594                          | 115×150 cm       | olio su tela                     | PC 131                 | dalla collezione Pio (acquisto, 1750) |
|          | San Giovanni Battista                                                                          | Caravaggio                                             | 1602 ca.                      | 129×95 cm        | olio su tela                     | PC 239                 | dalla collezione Pio (acquisto, 1750) |
|          | Sant'Antonio abate                                                                             | Cavalier d'Arpino                                      |                               | 66×45 cm         | olio su tela                     | PC 157                 | |
|          | Diana cacciatrice                                                                              | Cavalier d'Arpino                                      | 1601-1603                     | 44×32,5 cm       | olio su tavola                   | PC 256                 | dalla collezione Sacchetti (acquisto, 1748) |
|          | Danza di contadini                                                                             | Michelangelo Cerquozzi                                 |                               | 50×69 cm         | olio su tela                     | PC 83                  | |
|          | Sacra Famiglia                                                                                 | Carlo Maratta                                          | 1712                          | 57,5×46 cm       | olio su tela                     | PC 52                  | firmato e datato |
|          | Diana ed Endimione                                                                             | Pier Francesco Mola                                    | 1660 ca.                      | 148×117 cm       | olio su tela                     | PC 149                 | |
|          | Paesaggio                                                                                      | Onofrio Giustiniani                                    |                               | 86×197 cm        | olio su tela                     | PC 261                 | |
|          | Paesaggio                                                                                      | Onofrio Giustiniani                                    |                               | 86×197 cm        | olio su tela                     | PC 263                 | |
|          | Sacra Famiglia                                                                                 | Andrea Sacchi (attribuito a)                           |                               | 99×74 cm         | olio su tela                     | PC 295                 | |
|          | Lazzaro e l'uomo ricco                                                                         | Carlo Saraceni                                         |                               | 96×135 cm        | olio su tela                     | PC 79                  | |
|          | Cristo tra i dottori                                                                           | Pensionante del Saraceni                               | prima metà del XVII secolo    | 85×103 cm        | olio su tela                     | PC 135                 | |
|          | Nudo femminile                                                                                 | Girolamo Siciolante da Sermoneta                       | 1550                          | 190×93 cm        | olio su tela                     | PC 293                 | |
|          | Festone con fiori                                                                              | Giovanni o Niccolò Stanchi                             |                               | 75×196 cm        | olio su tela                     | PC 264                 | |
|          | Festone con fiori                                                                              | Giovanni o Niccolò Stanchi                             |                               | 75×198 cm        | olio su tela                     | PC 268                 | |
|          | Autoritratto                                                                                   | Federico Zuccari (attribuito a)                        | 1560 ca.                      | 52×41 cm         | olio su tela                     | PC 69                  | |
|          | Giovane con melone (allegoria dell'olfatto)                                                    | Ignoto pittore caravaggesco                            |                               | 76×61 cm         | olio su tela                     | PC 387                 | |
|          | Carro di Venere                                                                                | Pietro da Cortona                                      | 1622                          | 106×238 cm       | olio su tela                     | PC 223                 | |
|          | Madonna con il Bambino e i santi Caterina e Giovannino                                         | Pietro da Cortona                                      |                               | 140×210 cm       | olio su tela                     | PC 242                 | copia da Tiziano |
|          | Sacrificio di Polissena                                                                        | Pietro da Cortona                                      | 1620 ca.                      | 273×419 cm       | olio su tela                     | PC 143                 | |
|          | Trionfo di Bacco                                                                               | Pietro da Cortona                                      | 1625                          | 144×207 cm       | olio su tela                     | PC 58                  | |
|          | Ritratto di Urbano VIII                                                                        | Pietro da Cortona                                      | 1624-1627                     | 199×128 cm       | olio su tela                     | PC 153                 | dalla collezione Sacchetti (acquisto, 1748) |
|          | Madonna con il Bambino e angeli                                                                | Pietro da Cortona                                      | 1625-1630                     | 185×137 cm       | olio su tela                     | PC 262                 | |
|          | Ratto delle Sabine                                                                             | Pietro da Cortona                                      | 1630-1631                     | 280,5×426 cm     | olio su tela                     | PC 137                 | dalla collezione Sacchetti (acquisto, 1748) |
|          | Le Allumiere di Tolfa                                                                          | Pietro da Cortona                                      |                               | 61×75 cm         | olio su tela                     | PC 85                  | dalla collezione Sacchetti (acquisto, 1748) |
|          | Marina                                                                                         | Pietro da Cortona                                      |                               | 17×27 cm         | olio su tavola                   | PC 168                 | |
|          | Paesaggio                                                                                      | Pietro da Cortona                                      |                               | 16×27 cm         | olio su tavola                   | PC 172                 | |
|          | Ritratto virile                                                                                | Pietro da Cortona                                      |                               | 64×50 cm         | olio su tela                     | PC 283                 | |
|          | Battaglia di Alessandro e Dario                                                                | Pietro da Cortona                                      | 1644-1650                     | 173×375 cm       | olio su tela                     | PC 260                 | |
|          | Martirio di san Faustiniano                                                                    | Giovanni Ventura Borghesi                              | 1673                          | 244×156 cm       | olio su tela                     | PC 248                 | firmato e datato |
|          | Giuseppe venduto dai fratelli                                                                  | Giovanni Maria Bottalla                                |                               | 233×325 cm       | olio su tela                     | PC 139                 | |
|          | Incontro di Esaù e Giacobbe                                                                    | Giovanni Maria Bottalla                                |                               | 238×334 cm       | olio su tela                     | PC 141                 | |
|          | Matrimonio biblico                                                                             | Ciro Ferri                                             | 1670-1680                     | 72×61 cm         | olio su tela                     | PC 207                 | |
|          | Ratto di Elena                                                                                 | Giovanni Francesco Romanelli                           | 1630-1632                     | 105×149 cm       | olio su tela                     | PC 222                 | |
|          | David                                                                                          | Giovanni Francesco Romanelli                           | 1635-1640                     | 225×143 cm       | olio su tela                     | PC 230                 | dalla collezione Pio (acquisto, 1750) |
|          | Santa Cecilia                                                                                  | Giovanni Francesco Romanelli                           |                               | 88×66 cm         | olio su tela                     | PC 186                 | dalla collezione Sacchetti (acquisto, 1748) |
|          | L'Innocenza                                                                                    | Giovanni Francesco Romanelli                           |                               | 63×49 cm         | olio su tela                     | PC 234                 | |
|          | Una strega                                                                                     | Salvator Rosa                                          | 1646 ca.                      | 41,5×31 cm       | olio su tela                     | PC 91                  | |
|          | Un soldato                                                                                     | Salvator Rosa                                          |                               | 42,5×34 cm       | olio su tela                     | PC 92                  | |
|          | Pastori e pecore                                                                               | Maestro dell'Annuncio ai Pastori                       | 1625-1650                     | 78×102 cm        | olio su tela                     | PC 393                 | |
|          | Diogene e Platone                                                                              | Mattia Preti                                           | XVII secolo                   | 101×151 cm       | olio su tela                     | PC 225                 | |
|          | Davide Golia                                                                                   | Bergognone                                             | 1650-1660                     | 69,5×153 cm      | olio su tela                     | PC 404                 | |
|          | Battaglia                                                                                      | Bergognone                                             |                               | 36,5×51 cm       | olio su tela                     | PC 53                  | |
|          | Battaglia                                                                                      | Bergognone                                             |                               | 37×61 cm         | olio su tela                     | PC 54                  | |
|          | Trionfo di Flora                                                                               | Jean Lemaire (attribuito a)                            |                               | 143,5×207 cm     | olio su tela                     | PC 247                 | copia da Nicolas Poussin |
|          | Mosè fa scaturire l'acqua dalla roccia                                                         | François Perrier                                       |                               | 142×222 cm       | olio su tela                     | PC 245                 | |
|          | Adorazione del vitello d'oro                                                                   | François Perrier                                       |                               | 142×220 cm       | olio su tela                     | PC 57                  | dalla collezione Sacchetti (acquisto, 1748) |
|          | San Giovanni evangelista                                                                       | Bartolomeo Manfredi                                    |                               | 134×95 cm        | olio su tela                     | PC 218                 | già attribuita a Nicolas Tournier |
|          | Allegoria                                                                                      | Simon Vouet                                            |                               | 179×143 cm       | olio su tela                     | PC 60                  | |
|          | Ritratto di Juan de Córdoba                                                                    | Diego Velázquez                                        | 1650                          | 67×50 cm         | olio su tela                     | PC 62                  | |
|          | Paesaggio con pastori nei pressi dell'arco di San Lorenzo                                      | Jan Asselijn (attribuito a)                            |                               | 51×38,5 cm       | olio su tela                     | PC 382                 | |
|          | Glorificazione della Santa Croce                                                               | Leonaert Bramer                                        | 1616-1627                     | 58,7×51,6 cm     | olio su rame                     | PC 240                 | |
|          | Paesaggio con Cristo che incontra i ue discepoli sulla via di Emmaus                           | Paul Bril (cerchia di)                                 |                               | 17×21 cm         | olio su rame                     | PC 386                 | |
|          | Caccia all'ordo                                                                                | Ignoto                                                 | seconda metà del XVII secolo  | 61×74,5 cm       | olio su tela                     | PC 277                 | copia da David de Coninck |
|          | Crocifissione                                                                                  | Gabriel Metsu                                          | 1660-1665                     | 73×56,8 cm       | olio su tela                     | PC 253                 | |
|          | Romolo e Remo                                                                                  | Peter Paul Rubens                                      | 1615-1616                     | 213×212 cm       | olio su tela                     | PC 67                  | dalla Collezione Pio (acquisto, 1750) |
|          | San Francesco che riceve le stimmate                                                           | Peter Paul Rubens (cerchia di)                         | prima metà del XVII secolo    | 200×160 cm       | olio su tela                     | PC 130                 | |
|          | Anziana che fila                                                                               | Michael Sweerts                                        | 1650                          | 41,3×33 cm       | olio su tela                     | PC 170                 | |
|          | Anziano pellegrino in sosta                                                                    | Michael Sweerts                                        | 1650                          | 43×34,5 cm       | olio su tela                     | PC 171                 | |
|          | Ritratto dei pittori Luca e Cornelis de Wael                                                   | Antoon van Dyck                                        | 1627                          | 120×101 cm       | olio su tela                     | PC 71                  | dalla collezione Nelli |
|          | Ritratto degli incisori deJode                                                                 | Antoon van Dyck                                        | 1620-1640                     | 120×103 cm       | olio su tela                     | PC 63                  | |
|          | Grande fiera                                                                                   | Ignoto                                                 | prima metà del XVII secolo    | 43,5×70 cm       | olio su tavola                   | PC 179                 | copia da David Vinckboons |
|          | Paesaggio con Orfeo che incanta gli animali                                                    | Ignoto pittore fiammingo del XVII secolo attivo a Roma |                               | 64,5×128,5 cm    | olio su tavola                   | PC 93                  | |
|          | Paesaggio invernale con uomini che raccolgono la legna                                         | Klaes Molenaer (attribuito a)                          |                               | 18×24 cm         | olio su tavola                   | PC 384                 | |
|          | Porto di mare                                                                                  | Hercules Seghers (attribuito a)                        |                               | 20×29 cm         | olio su tavola                   | PC 385                 | |
|          | Lupo morto circondato da cani                                                                  | Ignoto pittore fiammingo                               | seconda metà del XVII secolo  | 190×243 cm       | olio su tela                     | PC 390                 | |
|          | Veduta di Campo Marzio e dei Prati di Castello                                                 | Gaspar van Wittel                                      |                               | 25×43 cm         | tempera su pergamena             | PC 73                  | |
|          | Veduta di Tor di Nona                                                                          | Gaspar van Wittel                                      |                               | 23×44 cm         | tempera su pergamena             | PC 74                  | |
|          | Veduta di Castel Sant'Angelo                                                                   | Gaspar van Wittel                                      |                               | 23×44 cm         | tempera su pergamena             | PC 75                  | |
|          | Veduta di Montecavallo                                                                         | Gaspar van Wittel                                      | 1682                          | 26×47 cm         | tempera su pergamena             | PC 78                  | dalla collezione Sacchetti (acquisto, 1748) |
|          | Veduta di Castel Sant'Angelo e del Vaticano dai Prati di Castello                              | Gaspar van Wittel                                      |                               | 23×43 cm         | tempera su pergamena             | PC 80                  | |
|          | Veduta dell'Isola Tiberina                                                                     | Gaspar van Wittel                                      |                               | 23×44 cm         | tempera su pergamena             | PC 81                  | |
|          | Veduta di Ponte Sisto                                                                          | Gaspar van Wittel                                      |                               | 26×48 cm         | tempera su pergamena             | PC 82                  | |
|          | Veduta del tempio di Vesta                                                                     | Gaspar van Wittel                                      |                               | 27×61,5 cm       | olio su tela                     | PC 166                 | |
|          | Veduta di Ponte Rotto                                                                          | Gaspar van Wittel                                      |                               | 26×60,5 cm       | olio su tela                     | PC 167                 | |
|          | Veduta di San Nilo a Grottaferrata                                                             | Gaspar van Wittel                                      |                               | 49×62 cm         | olio su tela                     | PC 94                  | |
|          | Sacra Famiglia                                                                                 | Pompeo Batoni                                          |                               | 98,5×74 cm       | olio su tela                     | PC 359                 | |
|          | Roma sedente                                                                                   | Domenico Corvi                                         |                               | 134,5×96 cm      | olio su tela                     | PC 254                 | |
|          | Romolo e Remo                                                                                  | Domenico Corvi                                         |                               | 135×118,5 cm     | olio su tela                     | PC 255                 | |
|          | Camillo e il maestro di Falerii                                                                | Domenico Corvi                                         | 1764-1766                     | 134,5×143 cm     | olio su tela                     | PC 377                 | copia da Nicolas Poussin |
|          | La Vestale Tuzia                                                                               | Domenico Corvi                                         |                               | 135,5×122 cm     | olio su tela                     | PC 281                 | |
|          | Ritrovamento di Romolo e Remo                                                                  | Andrea Lucatelli (attribuito a)                        |                               | 40×53,5 cm       | olio su tela                     | PC 379                 | |
|          | Paesaggo con rovine                                                                            | Maria Luigia Raggi (Maestro dei Capricci di Prato)     |                               | 31×59 cm         | tempera su pergamena             | PC 272                 | |
|          | Paesaggo con rovine                                                                            | Maria Luigia Raggi (Maestro dei Capricci di Prato)     |                               | 31×59 cm         | tempera su pergamena             | PC 273                 | |
|          | Paesaggo con rovine                                                                            | Maria Luigia Raggi (Maestro dei Capricci di Prato)     |                               | 31×59 cm         | tempera su pergamena             | PC 274                 | |
|          | Paesaggo con rovine                                                                            | Maria Luigia Raggi (Maestro dei Capricci di Prato)     |                               | 31×59 cm         | tempera su pergamena             | PC 275                 | |
|          | Natura morta                                                                                   | Spadino                                                |                               | 85×71 cm         | olio su tela                     | PC 380                 | |
|          | Ritratto del cardinale Silvio Valenti Gonzaga                                                  | Pierre Subleyras                                       | 1745ca.                       | 128×98 cm        | olio su tela                     | PC 402                 | |
|          | Cena in casa del fariseo                                                                       | Maria Felice Tibaldi Subleyras                         | 1748                          | 27,2×63,8 cm     | acquarello su pergamena          | PC 76                  | firmato e datato |
|          | Pentecoste                                                                                     | Bassano (bottega di)                                   |                               | 139×73 cm        | olio su tela                     | PC 86                  | |
|          | Sacra Famiglia e santi                                                                         | Ippolito Scarsella (attribuito a)                      |                               | 43,5×60,5 cm     | olio su tavola                   | PC 296                 | |
|          | Sacra Famiglia con san Francesco                                                               | Ippolito Scarsella (attribuito a)                      |                               | 38,5×28,5 cm     | olio su tela                     | PC 194                 | |
|          | Ritratto virile                                                                                | Ignoto pittore lombardo                                | metà del XVI secolo           | 75×61 cm         | olio su tela                     | PC 292                 | |
|          | Ritratto virile                                                                                | Ignoto pittore veneto                                  | metà del XV secolo            | 30×23 cm         | olio su tavola                   | PC 46                  | |
|          | Cacciata dall'Eden                                                                             | Ignoto pittore veneto                                  | XVI secolo                    | 42,3×77,8 cm     | olio su tela                     | PC 144                 | |
|          | Madonna con il Bambino e san Francesco                                                         | Ignoto pittore veneto                                  | XVI secolo                    | 78×62,5 cm       | olio su tela                     | PC 291                 | |
|          | Testa di vicchio                                                                               | Ignoto pittore veneto                                  | XVI-XVII secolo               | 46,5×31 cm       | olio su tela                     | PC 161                 | |
|          | I progenitori                                                                                  | Ignoto pittore veneto                                  | XVII secolo                   | 160×210 cm       | olio su tela                     | PC 142                 | |
|          | San Giovanni Battista                                                                          | Ignoto pittore genovese                                | XVII secolo                   | 71×56 cm         | olio su tela                     | PC 383                 | |
|          | Ritratto del cardinale Bessarione                                                              | Ignoto pittore emiliano                                | prima metà del XVI secolo     | 55,5×43,5 cm     | olio su tela                     | PC 381                 | |
|          | Testa di Madonna                                                                               | Ignoto pittore emiliano                                | XVI secolo                    | 38×27 cm         | olio su tavola                   | PC 158                 | |
|          | Ritratto di vecchio                                                                            | Ignoto pittore emiliano                                | seconda metà del XVI secolo   | 47,5×41 cm       | olio su tela                     | PC 285                 | |
|          | Ritratto virile                                                                                | Ignoto pittore emiliano                                | seconda metà del XVI secolo   | 47,5×40,5 cm     | olio su tela                     | PC 156                 | |
|          | Cristo e Veronica                                                                              | Ignoto pittore emiliano                                | prima metà del XVII secolo    | 74×89 cm         | olio su tela                     | PC 219                 | |
|          | Ritratto virile                                                                                | Ignoto pittore fiorentino                              | prima metà del XVI secolo     | 75×62 cm         | olio su tavola                   | PC 64                  | |
|          | Ritratto di gentildonna                                                                        | Ignoto pittore fiorentino                              | seconda metà del XVI secolo   | 57×44 cm         | olio su tavola                   | PC 290                 | |
|          | Giuditta con la testa di Oloferne                                                              | Ignoto pittore dell'Italia centrale                    | XVI secolo                    | 107,5×81 cm      | olio su tavola                   | PC 3                   | dalla collezione Sacchetti (acquisto, 1748) |
|          | Paesaggio con figure                                                                           | Ignoto pittore romano                                  | fine XVII secolo              | 28×42 cm         | olio su tavola                   | PC 169                 | |
|          | Testa di vecchio guerriero                                                                     | Ignoto pittore romano                                  | XVII secolo (?)               | 67×55 cm         | olio su tela                     | PC 190                 | |
|          | Quadrature con rovine                                                                          | Alberto Carlieri (?)                                   | XVII secolo (?)               | 74×60 cm         | olio su tela                     | PC 267, 268, 269 e 270 | Serie di quattro tele uguali per dimensioni e supporto |
|          | Vaso con fiori                                                                                 | Ignoto pittore romano                                  | XVIII secolo                  | 73×98 cm         | olio su tela                     | PC 265 e 266           | Serie di due tele uguali per dimensioni e supporto |
|          | Trionfo della croce                                                                            | Ignoto pittore attivo a Napoli                         | XVII-XVIII secolo             | 43×56,5 cm       | olio su tela                     | PC 163                 | |
|          | Gloria di beati                                                                                | Ignoto pittore attivo a Napoli                         | XVII-XVIII secolo             | 43×56,5 cm       | olio su tela                     | PC 165                 | |
|          | Ritratto di giovinetto                                                                         | Ignoto pittore italiano                                | metà XVI secolo               | 39,5×28,5 cm     | olio su tela                     | PC 164                 | |
|          | Madonna con il Bambino, devoti e santa                                                         | Ignoto pittore italiano                                | XVI secolo                    | 220×235 cm       | affresco staccato                | PC 400                 | |
|          | Testa di Cristo coronato di spine                                                              | Ignoto pittore romano (?)                              | XVI secolo                    | 32,5×27 cm       | olio su tela                     | PC 200                 | copia da Federico Barocci |
|          | Ritratto di papa Pio IV                                                                        | Ignoto pittore romano                                  | XVI secolo                    | 29×22 cm         | olio su tela riportata su tavola | PC 199                 | |
|          | Pietà                                                                                          | Ignoto pittore italiano                                | XVI secolo                    | 190×150 cm       | olio su tela                     | PC 205                 | |
|          | Maddalena penitente                                                                            | Ignoto pittore italiano                                | XVI secolo                    | 96×73 cm         | olio su tela                     | PC 150                 | |
|          | San Tommaso d'Aquino                                                                           | Ignoto pittore italiano                                | XVII secolo                   | 94×34 cm         | olio su tela                     | PC 213                 | |
|          | Santo vescovo                                                                                  | Ignoto pittore italiano                                | XVII secolo                   | 94×34 cm         | olio su tela                     | PC 214                 | |
|          | Battaglia                                                                                      | Ignoto pittore italiano                                | XVIII secolo                  | 44,5×92 cm       | olio su tela                     | PC 391                 | |
|          | Marina                                                                                         | Ignoto pittore italiano                                | -                             | 47,5×133,5 cm    | olio su tela                     | PC 236 e 237           | Serie di due tele uguali per dimensioni e supporto |
|          | Marina                                                                                         | Ignoto pittore romano                                  | XVIII secolo                  | 48×64 cm         | olio su tela                     | PC 276                 | |
|          | Veduta del golfo                                                                               | Ignoto pittore italiano                                | fine XVII inizio XVIII secolo | 48×64 cm         | olio su tela                     | PC 282                 | |
|          | Madonna con il Bambino e san Giovannino                                                        | Ignoto pittore italiano                                | -                             | 72×69 cm         | olio su tela                     | PC 300                 | |
|          | Imperatori a cavallo                                                                           | Ignoto pittore italiano                                | XVII-XVIII secolo             | 265×205 cm       | olio su tela                     | PC 362-372 (da - a)    | Serie di undici tele uguali per dimensioni e supporto |
|          | Ritratto di musicista                                                                          | Ignoto pittore italiano                                | XVIII secolo                  | 86×64,5 cm       | olio su tela                     | PC 374                 | |
|          | Paesaggio con eremiti                                                                          | Ignoto pittore fiammingo                               | inizi del XVII secolo         | 17×23 cm         | olio su rame                     | PC 389                 | |
|          | Sacra Famiglia con i santi Elisabetta e Giovannino                                             | Ignoto pittore fiammingo                               | XVII secolo                   | 119×95 cm        | olio su tela                     | PC 173                 | |
|          | Madonna con san Girolamo                                                                       | Ignoto                                                 | -                             | 202×137 cm       | olio su tela                     | PC 203                 | copia da Correggio |
|          | Matrimonio mistico di santa Caterina                                                           | Ignoto                                                 | -                             | 114×105 cm       | olio su tela                     | PC 280                 | copia da Correggio |
|          | Matrimonio mistico di santa Caterina                                                           | Ignoto                                                 | -                             | 29×24,5 cm       | olio su tavola                   | PC 193                 | copia da Correggio (dipinto del Museo di Capodimonte a Napoli) |
|          | Ecce Homo                                                                                      | Ignoto pittore emiliano                                | XVI secolo                    | 100×80 cm        | olio su tavola                   | PC 220                 | copia da Correggio |
|          | Madonna con il Bambino e le sante Maddalena e Lucia (Madonna di Albinea)                       | Ignoto pittore italiano                                | XVI secolo                    | 161z151 cm       | olio su tela                     | PC 244                 | copia da Correggio |
|          | Madonna di san Zaccaria                                                                        | Ignoto pittore emiliano                                | -                             | 75×+59,5 cm      | olio su tavola                   | PC 279                 | copia da Parmigianino |
|          | Cena in casa del fariseo                                                                       | Ignoto pittore veneto                                  | XVI secolo                    | 87×121 cm        | olio su tela                     | PC 284                 | copia da Francesco Bassano |
|          | Parabola del fattore infedele                                                                  | Ignoto                                                 | -                             | 68×44 cm         | olio su tavola                   | PC 87                  | copia da Domenico Fetti |
|          | Madonna con il Bambino                                                                         | Ignoto                                                 | -                             | 103×75 cm        | olio su tela                     | PC 271                 | copia da Giacinto Brandi |
|          | Martirio di sant'Agata                                                                         | Ignoto                                                 | -                             | 43×34 cm         | olio su cartone (?)              | PC 392                 | copia da Giovan Battista Tiepolo |
|          | Ritratto di Michelangelo Buonarroti                                                            | Ignoto pittore toscano (?)                             | XVI secolo                    | 64×50 cm         | olio su tavola                   | PC 72                  | |